# Apollo Telescope Mount

L'Apollo Telescope Mount est la structure portant quatre panneaux solaires (montés comme les ailes d'un moulin à vent), près du centre de l'image.

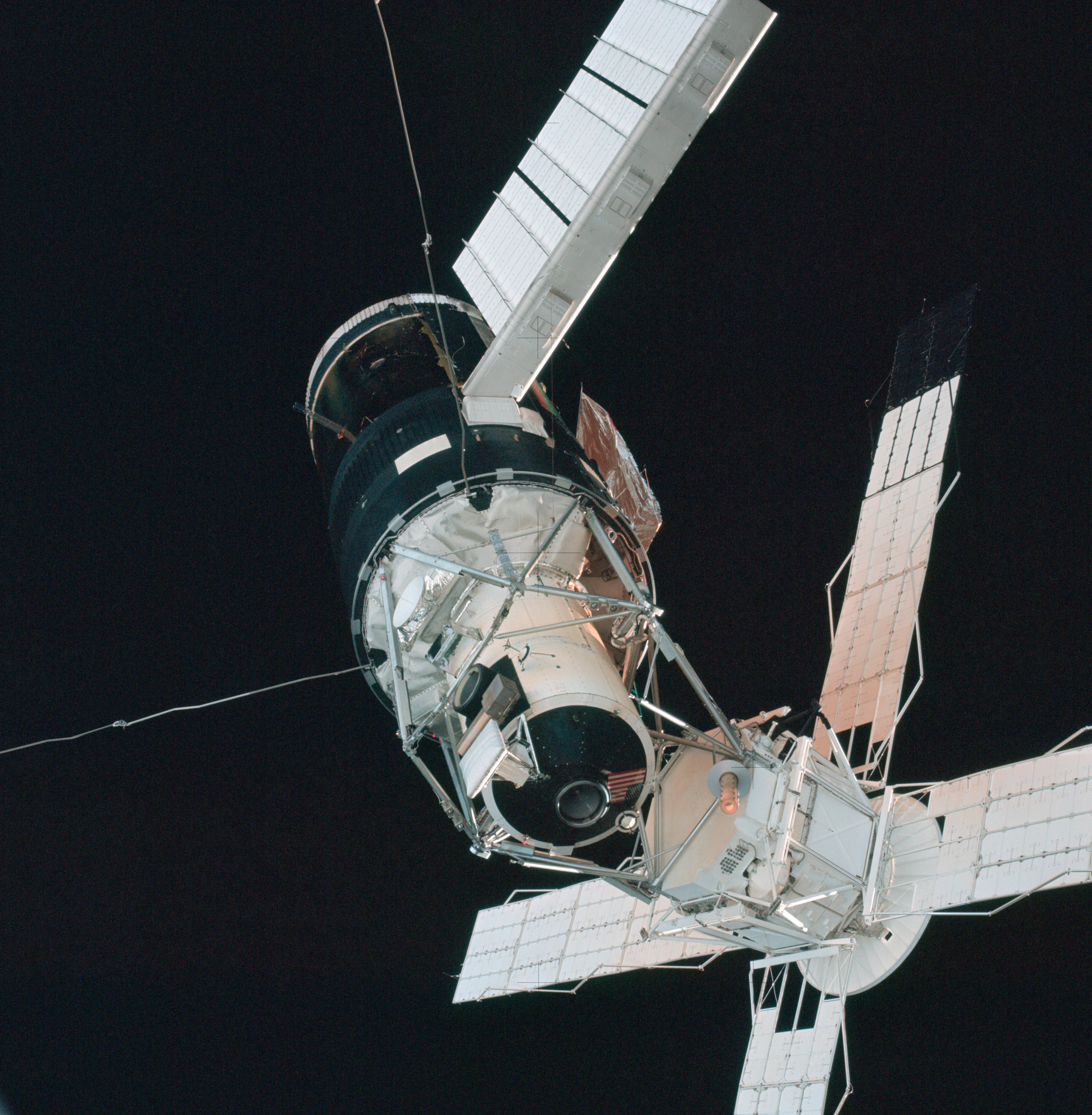
Skylab (en haut à gauche) et l'ATM (en bas à droite)

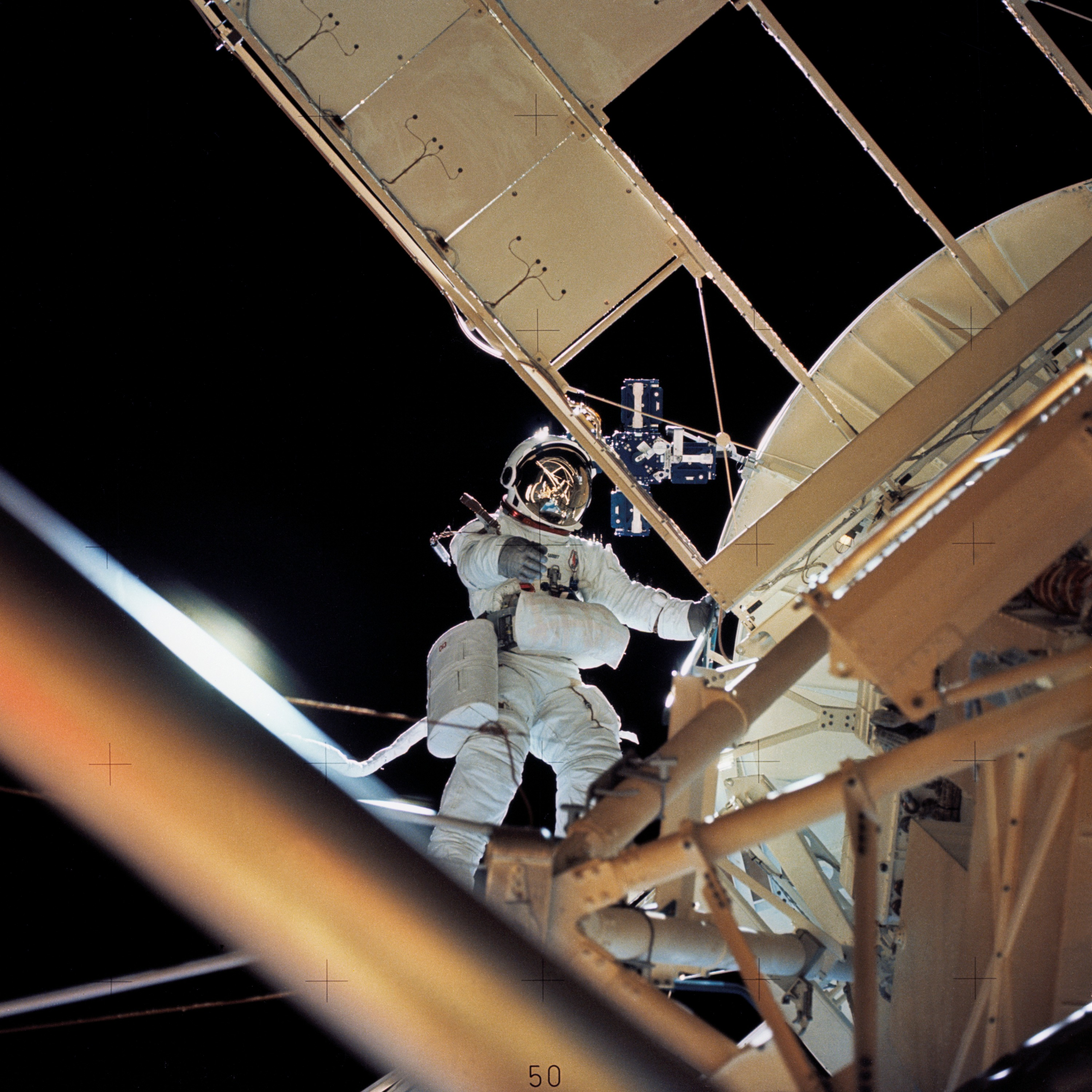
Owen Garriott lors d'une EVA près de l'ATM. Skylab 2, août 1973

L'Apollo Telescope Mount, ou ATM, est le nom d'un observatoire solaire qui était attaché à Skylab, la première station spatiale américaine.
L'ATM a été l'un des nombreux projets du programme Apollo Applications Program, qui sont sortis vers la fin des années 1960, et qui ont étudié une grande variété de façons d'utiliser l'infrastructure développée pour le programme Apollo dans les années 1970. Parmi ces concepts, ont été développés différentes missions lunaires de longue durée, une base lunaire permanente, des missions spatiales de longue durée, un certain nombre de grands observatoires, et éventuellement une station spatiale en configuration « atelier humide ».
Dans le cas de l'ATM, l'idée initiale était de monter l'instrumentation dans une unité déployable attaché au module de commande et de service Apollo, qui serait modifié pour utiliser une version modifiée du module lunaire Apollo pour accueillir des contrôles, des instruments d'observation et des systèmes d'enregistrement, tandis que l'étage de descente lunaire serait remplacé par un grand télescope solaire et des panneaux solaires pour alimenter le tout. Après le lancement, il serait rencontré en orbite par une capsule Apollo, transportant un équipage de trois astronautes, qui l'exploiteraient et récupéreraient les données avant de retourner sur Terre. Alors que beaucoup d'autres concepts ont été abandonnés, finalement, seulement la station spatiale et l'ATM sont restés planifiés. Les plans ont ensuite changé pour lancer l'ATM et le connecter à Skylab en orbite. Les deux appareils seraient ensuite exploités par les équipages de Skylab.
Avec l'annulation des dernières missions d'atterrissage lunaires Apollo, rendant une Saturn V disponible, le concept de petit atelier humide n'était plus nécessaire. Les plans ont été modifiés pour lancer une station spatiale en version « atelier sec », Skylab. L'ATM pouvait désormais être lancé connecté à la station, car la Saturn V avait assez de puissance pour lancer les deux en même temps. Ce changement a sauvé le programme Skylab lors d'un problème au lancement qui entraîna des dommages sur l'un des panneaux solaires de la station, rendu inemployable, et a empêché l'autre de déployer automatiquement. Les panneaux de l'ATM (montés comme les ailes d'un moulin à vent), qui ont alimenté à la fois l'ATM et la station, sont restés intacts en raison de la protection au lancement dans le carénage, et ont fourni assez de puissance pour des opérations habités jusqu'à ce que le panneau restant de la station puisse être déployé (l'autre n'a jamais pu être réparé et déployé).
L'Apollo Telescope Mount a été conçu et construit au Marshall Space Flight Center de la NASA. Il comportait huit grands instruments d'observation, ainsi que plusieurs autres expériences mineures. L'ATM a effectué des observations à différentes longueurs d'onde, de l'extrême ultraviolet à l'infrarouge.
L'ATM a été actionné manuellement par les astronautes à bord de Skylab, a fourni des données principalement sous forme de films photographiques exposés, qui ont été renvoyés sur Terre avec les astronautes. Le film a dû être changé au cours des missions habitées, lors de sorties extravéhiculaires.
En 2006, les expositions d'origine sont toujours dans le dossier (et accessible pour parties intéressantes) au Naval Research Laboratory à Washington DC.

## Galerie

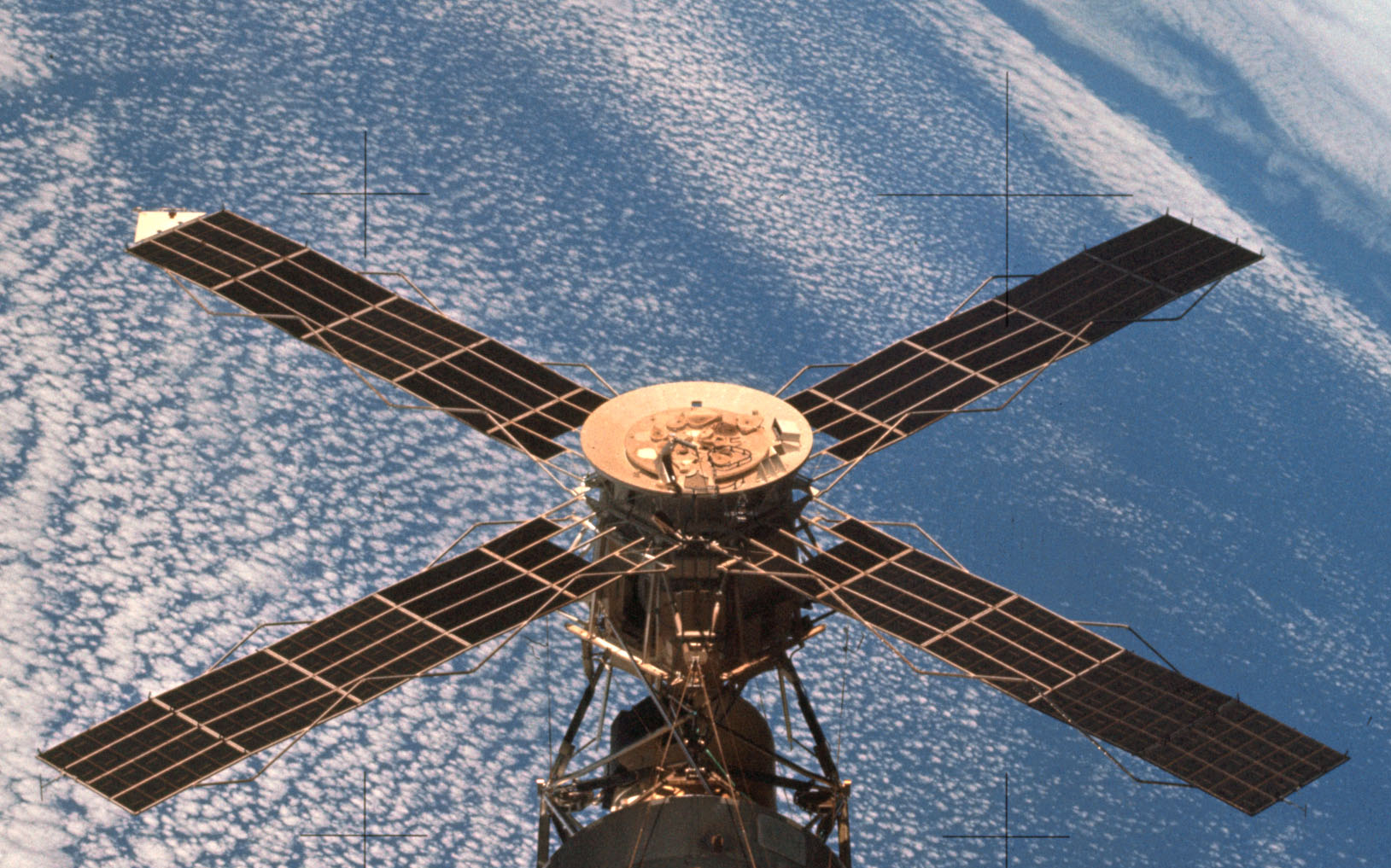
Image de l'ATM prises à la fin de la mission Skylab 4
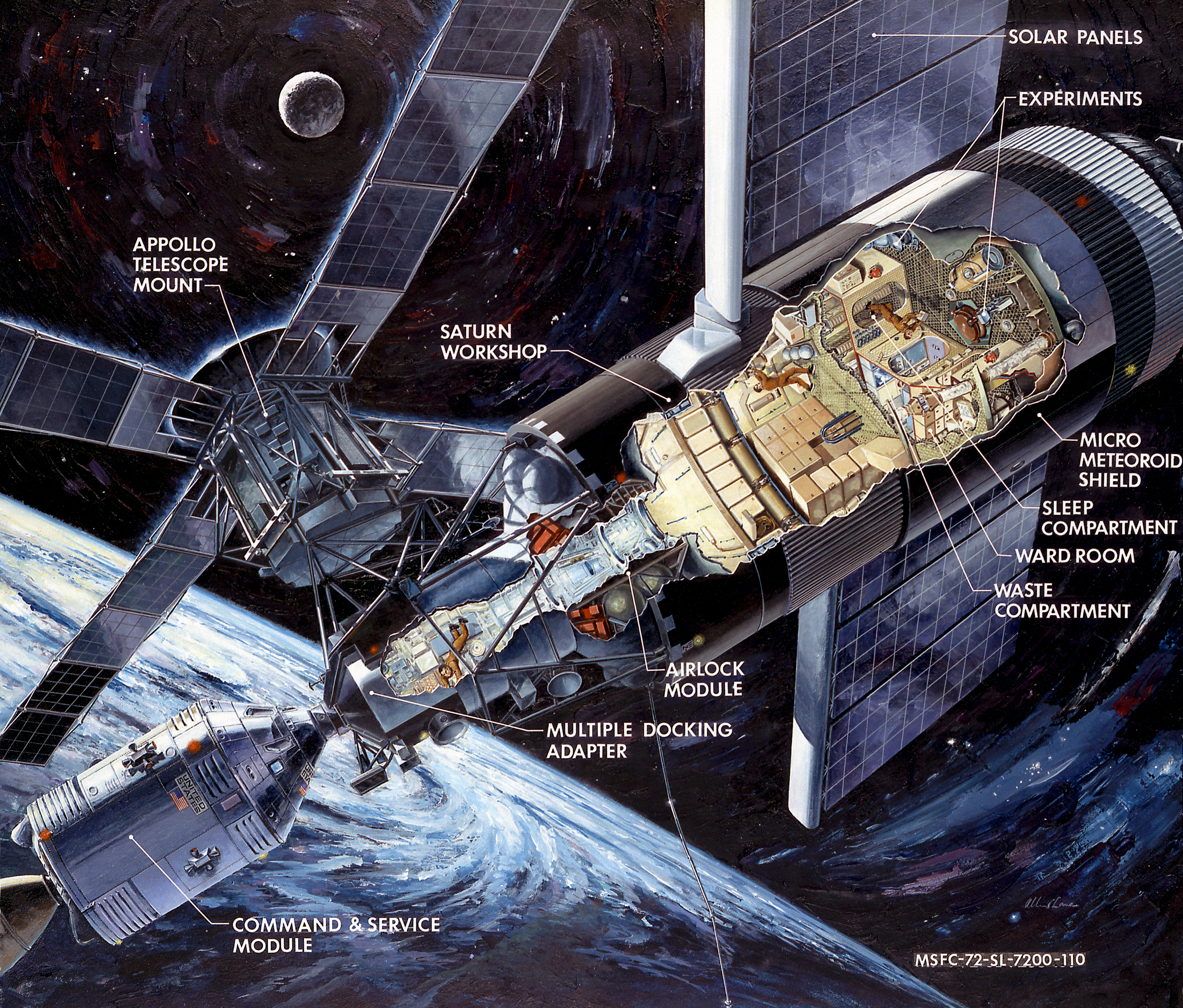
Emplacement de l'ATM